# Ulrich Brandenburg

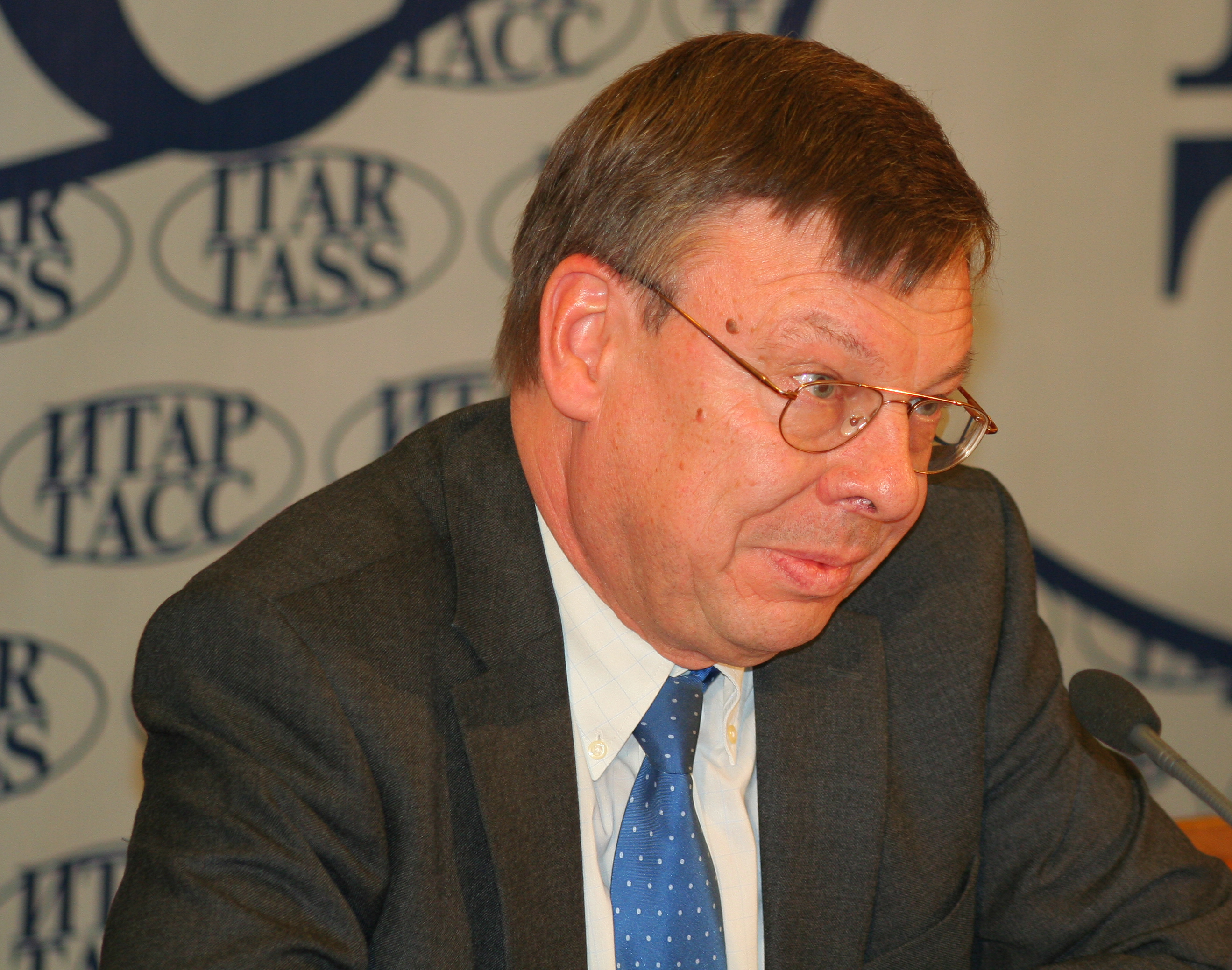
Ulrich Brandenburg

Ulrich Brandenburg (* 12. Oktober 1950 in Münster) ist ein deutscher Diplomat, der von 2010 bis 2013 Botschafter der Bundesrepublik Deutschland in Russland und von 2014 bis 2016 in Portugal war. 

## Laufbahn
1970 erlangte Brandenburg seine Allgemeine Hochschulreife in Münster in Westfalen, leistete von 1970 bis 1972 seinen Wehrersatzdienst und begann 1972 sein Studium der Romanistik und Slavistik mit einem Auslandsstudienaufenthalt an der Sorbonne. In dieser Zeit war er auch in der Deutschen Esperanto-Jugend aktiv (Brandenburg spricht Esperanto als Muttersprache); 1974 bis 1975 war er ihr Bundesvorsitzender. Nach der 1. philologischen Staatsprüfung 1977 folgte ab 1978 der Vorbereitungsdienst für das Lehramt an Gymnasien, welchen er 1980 mit der 2. Staatsprüfung für das Lehramt an Gymnasien erfolgreich beendete.
1980 trat er in den Vorbereitungsdienst für den höheren Auswärtigen Dienst ein und absolvierte 1982 die Laufbahnprüfung für den höheren Auswärtigen Dienst. Von 1982 bis 1984 war er an der Botschaft in Bagdad im Irak beschäftigt und war von 1984 bis 1986 Ständiger Vertreter im Generalkonsulat in Leningrad in der Sowjetunion. Von 1986 bis 1988 war er an der Botschaft in Moskau (Sowjetunion) und von 1988 bis 1991 am Auswärtigen Amt in Berlin tätig.
Zwischen 1991 und 1992 nahm Brandenburg am Fellows-Programm an der Harvard-Universität in Boston teil. Anschließend war er von 1992 bis 1995 wieder beim Auswärtigen Amt beschäftigt. Von 1995 bis 1999 war er für die Ausübung der Tätigkeit des Leiters der „Partnership and Cooperation Section“ im Internationalen Stab der NATO in Brüssel beurlaubt und wurde anschließend bis 2001 Leiter eines Referats in der Politischen Abteilung im Auswärtigen Amt und von 2001 bis 2003 Beauftragter für Russland, Kaukasus und Zentralasien im Auswärtigen Amt. Von 2003 bis 2007 war er Stellvertretender Leiter der Politischen Abteilung des Auswärtigen Amtes. Im August 2007 wurde er zum Ständigen Vertreter der Bundesrepublik Deutschland im Nordatlantikrat in Brüssel ernannt („Nato-Botschafter“).
Von 2010 bis 2013 war Ulrich Brandenburg als Nachfolger von Walter Jürgen Schmid deutscher Botschafter in Moskau. Im Rahmen des Deutschlandjahres in Russland gelang es ihm, die Ausstellung der United Buddy Bears im Sommer 2012 nach St. Petersburg zu bringen und ein Jahr später – zum Abschluss des kulturellen Freundschaftsjahres – diese auch in Jekaterinburg zu präsentieren.
Von 2014 bis 2016 war Brandenburg deutscher Botschafter in Lissabon.

## Privates
Brandenburg ist verheiratet und hat zwei erwachsene Kinder. Am 4. Juni 2017 wurde er beim 94. Deutschen Esperanto Kongress in Freiburg zum Vorsitzenden des Deutschen Esperanto-Bundes gewählt. Diese Funktion übte er bis Anfang Juni 2023 aus; zu seinem Nachfolger wurde Martin Haase gewählt.